# Cherokee Strip (Kalifornija)
Cherokee Strip je naseljeno područje za statističke svrhe u američkoj saveznoj državi Kalifornija. Prema popisu stanovništva iz 2010. u njemu je živjelo 227 stanovnika.